# Ogg

Ogg(오그)는 멀티미디어 컨테이너 포맷이다. 특허권으로 보호되지 않는 오픈 표준 파일 형식으로 멀티미디어 비트스트림을 효율적으로 전송하고 처리할 수 있게 하기 위해 Xiph.Org 재단에서 개발한 것이다. 보통 Ogg 스트림에는 Ogg 보비스 소리 파일 형식을 사용한 오디오가 많이 담기긴 하지만, 이외에도 Ogg 테오라와 같은 다른 형식도 들어 갈 수 있다.
Ogg 형식 파일에는 오디오와 비디오, 문자열 (예: 자막) 용의 몇 가지의 서로 다른 오픈 소스 코덱으로 저장된 정보를 담을 수 있다. .ogg라는 확장자의 파일은 앞서 언급한 몇 가지의 Ogg 미디어 파일 형식들 중 하나에 해당할 수 있다. 또한 무료로 사용할 수 있는 파일 형식이기 때문에, 여러 무료 및 상용 미디어 플레이어는 물론 다양한 포터블 미디어 플레이어에 Ogg의 여러 코덱을 내장해 사용될 수 있다.
현재 Ogg를 기본적으로 사용하는 프로젝트로는 보비스, 스픽스, 테오라등이 있고, FLAC 프로젝트도 디랙 프로젝트의 하부 프로젝트인 슈뢰딩거 프로젝트도 Ogg 포맷의 사용을 지원한다.
2007년 이후부터 Xiph.org 재단은 .ogg 확장자를 Ogg 보비스 오디오 파일에만 사용할 것을 권고하고 있다. 그리고 Xiph 재단은 .oga, .ogv, .ogx와 같은 새로운 파일 확장자를 만들기로 하였다. .oga는 오디오만 담고 있는 파일, .ogv는 소리를 포함하지 않는 비디오, .ogx는 멀티플렉싱 기술이 적용된 Ogg에 사용된다.

## 오그 코덱
Ogg는 컨테이너 파일에 불과하다. 코덱으로 인코딩된 실제 오디오 데이터 또는 비디오 데이터는 Ogg 컨테이너 안에 저장되어 있다.
오그는 컨테이너 포맷이므로 다양한 포맷으로 오디오와 비디오를 담을 수 있다. 그러나 오그는 의도적으로 또는 보통 다음과 같은 Xiph.org 무료 코덱을 이용한다.
- 오디오 코덱
  - 손실 압축 방식
    - Speex: 녹음에 최적화된 코덱이다. (~8-32 kbit/s/channel)
    - Vorbis: 기본으로 VBR (Variable Bitrates) 방식을 취하는 일반적인 오디오 코덱이다. (채널 당 16-500kb까지 가능)

  - 무손실 압축 방식
    - FLAC: 무손실 압축 코덱이며 압축률을 조정할 수 있다.

- 영상 코덱
  - 손실 압축 방식
    - Theora: On2의 VP3가 바탕이며 MPEG-4 비디오, 리얼 비디오, 윈도우 미디어 비디오를 겨냥해서 나왔다.
    - 탈킨(Tarkin):2000년, 2001년, 2002년에 실험적으로 개발된 영상 코덱

  - 무손실 압축 방식
    - 디랙(Dirac)

  - 비압축 방식
    - OggUVS